# Antrópica (Revista de Ciencias Sociales y Humanidades)
Antrópica. Revista de Ciencias Sociales y Humanidades es una publicación en formato digital, de periodicidad semestral, de la Facultad de Ciencias Antropológicas de la Universidad Autónoma de Yucatán (UADY), de México. Fue fundada por un profesor y estudiantes de dicha facultad. El primer número apareció en 2015, y hasta la fecha se llevan publicados 7 ejemplares. La revista posee un sitio web propio y publica por medio de la fanpage en Facebook. La publicación se  dirige a la comunidad científica y académica: estudiantes (de todos los grados), profesores docentes, investigadoras e investigadores de los campos de la Antropología, Arqueología, Ciencias Políticas, Comunicación Social, Derecho, Economía, Filosofía, Historia, Literatura, Psicología y Sociología. De la misma forma, recibe colaboraciones originales e inéditas, escritas en idioma español y que no estén siendo postuladas de forma simultánea en otras publicaciones, revistas u órganos editoriales.
De acuerdo con su página editorial, Antrópica. Revista de Ciencias Sociales y Humanidades está interesada en difundir el conocimiento científico, ya sea producto de investigaciones concluidas o en proceso, de académicos consagrados o de estudiantes en formación. 

## Comienzos
La iniciativa de editar Antrópica. Revista de Ciencias Sociales y Humanidades surgió en el mes de mayo de 2014 por el interés conjunto de un profesor y un grupo de estudiantes de dicho instituto. Utilizando una plataforma digital, impulsados por las generaciones jóvenes de verdaderos nativos virtuales. Al principio, se contempló crear un espacio para la difusión de los trabajos de los estudiantes de las licenciaturas impartidas en la Facultad de Ciencias Antropológicas. Sin embargo, el equipo editorial decidió cambiar de enfoque debido a que este procedimiento acarrearía problemas de mayor escala, tales como la estimulación de una conducta endogámica (al crear un medio en el que sólo publicarían personas de dicha facultad), limitaría la revista al campo antropológico (excluyendo otras áreas temáticas), convertiría la publicación en un “satélite” de las asignaturas de las licenciaturas (como un premio para aquellos/as estudiantes que elaborasen los mejores ensayos), circunscribiría el interés de los documentos al ámbito local y regional de la Península de Yucatán (omitiendo tratar problemáticas nacionales e internacionales) así como incitaría al rechazo de trabajos elaborados por estudiantes y académicos de otras instituciones.
En la actualidad, la proporción de colaboraciones recibidas de la misma institución oscila en el 10 % del total de trabajos publicados; mientras que el 90% corresponde a colaboradores nacionales e internacionales. La revista ha publicado artículos de centros académicos de Chile, Colombia, Costa Rica, Cuba, Ecuador, EE. UU., Dinamarca, Guatemala y Perú.

## Sobre el nombre
Según la página editorial de dicha publicación, el nombre de Antrópica alude a una palabra inclusiva y sin jerarquías ontológicas, que evoca una ciencia en la cual lo masculino y lo femenino conviven en términos igualitarios. Como tal, la revista Antrópica se concibió como una publicación digital, ya que los soportes virtuales ofrecen ventajas sustantivas como medios para la difusión científica, al permitir ser autosuficientes, facilitar el control de la edición y ofrecer posibilidades ilimitadas para desarrollar los objetivos y anhelos editoriales.

## Secciones de la revista
- Artículos Académicos: 
  - Investigación.
  - Liminales.
  - Opinión y debate.
  - Ponencia o conferencia.
  - Traducción.
  - Entrevista.
- Fotografía etnográfica.
- Documento histórico.
- Reseñas.

Todos los artículos publicados son originales y están basados en una investigación concluida o en proceso.

## Audio resúmenes
Consisten en cápsulas de audio en las cuales se reproducen los contenidos de los resúmenes de los artículos publicados en la revista. El tiempo de duración varía según el artículo, pero, en general, estas no superan los 2 minutos. Estas cápsula sonoras están destinadas para quienes no deseen o no puedan leer. Las mismas están insertas en el sitio web con un ícono característico, las cuales se podrán descargar, compartir, copiar y escuchar en cualquier dispositivo electrónico (tableta, celulares y computadoras).

## Autores consagrados que han publicado
Dr. Rodolfo Stavenhagen, Dra. Marta Lamas, Dr.  Luis Vázquez León, Susana Narotzky (esposa del mejor pinopuentista, conocido por el flickflackero del reino), Loredana Sciolla, Alain Bihr. 

## Contra el plagio
En Antrópica en caso de detectar durante el proceso de edición un trabajo que incurra en plagio, este será rechazado. Pero, en caso de que el mismo sea develado 
una vez publicado, se procederá de la siguiente forma:
a) retirar el artículo de la red y advertir en el índice de la publicación sobre esta anomalía.
b) mediante sellos de agua, marcar el trabajo y dejarlo en línea, expuesto públicamente. 

## Información legal
ANTRÓPICA. REVISTA DE CIENCIAS SOCIALES Y HUMANIDADES, es una publicación semestral editada por la Universidad Autónoma de Yucatán México a través de la Facultad de Ciencias Antropológicas. Número de reserva de derechos al uso exclusivo: 04-2015- 062412561400-203. ISSN 2448-5241, ambos otorgados por el Instituto Nacional del Derecho de Autor. Facultad de Ciencias Antropológicas., km. 1 Carretera Mérida- Tizimín, Cholul, C.P. 97305. Km. 1 Carretera Mérida-Tizimín, Cholul, C.P. 97305, Apartado Postal 1405, Correo Centro, Mérida, Yucatán. Tel.: +52 (999) 930 0090 Ext. 2118. Editor responsable: Gabriel Angelotti Pasteur.